# New Ringgold
New Ringgold és una població dels Estats Units a l'estat de Pennsilvània. Segons el cens del 2000 tenia 291 habitants.

## Demografia
Segons el cens del 2000, New Ringgold tenia 291 habitants, 118 habitatges, i 82 famílies. La densitat de població era de 132,2 habitants per quilòmetre quadrat.
Dels 118 habitatges en un 30,5% hi vivien nens de menys de 18 anys, en un 55,1% hi vivien parelles casades, en un 7,6% dones solteres, i en un 30,5% no eren unitats familiars. En el 25,4% dels habitatges hi vivien persones soles el 8,5% de les quals corresponia a persones de 65 anys o més que vivien soles. El nombre mitjà de persones vivint en cada habitatge era de 2,47 i el nombre mitjà de persones que vivien en cada família era de 2,95.
Per edats la població es repartia de la següent manera: un 21,3% tenia menys de 18 anys, un 8,2% entre 18 i 24, un 31,3% entre 25 i 44, un 23% de 45 a 60 i un 16,2% 65 anys o més.
L'edat mediana era de 37 anys. Per cada 100 dones de 18 o més anys hi havia 92,4 homes.
La renda mediana per habitatge era de 27.083 $ i la renda mediana per família de 32.250 $. Els homes tenien una renda mediana de 31.500 $ mentre que les dones 19.167 $. La renda per capita de la població era de 13.492 $. Entorn de l'11,1% de les famílies i el 10,2% de la població estaven per davall del llindar de pobresa.

## Poblacions més properes
El següent diagrama mostra les poblacions més properes.